# Szalai Zoltán (kultúrtörténész)

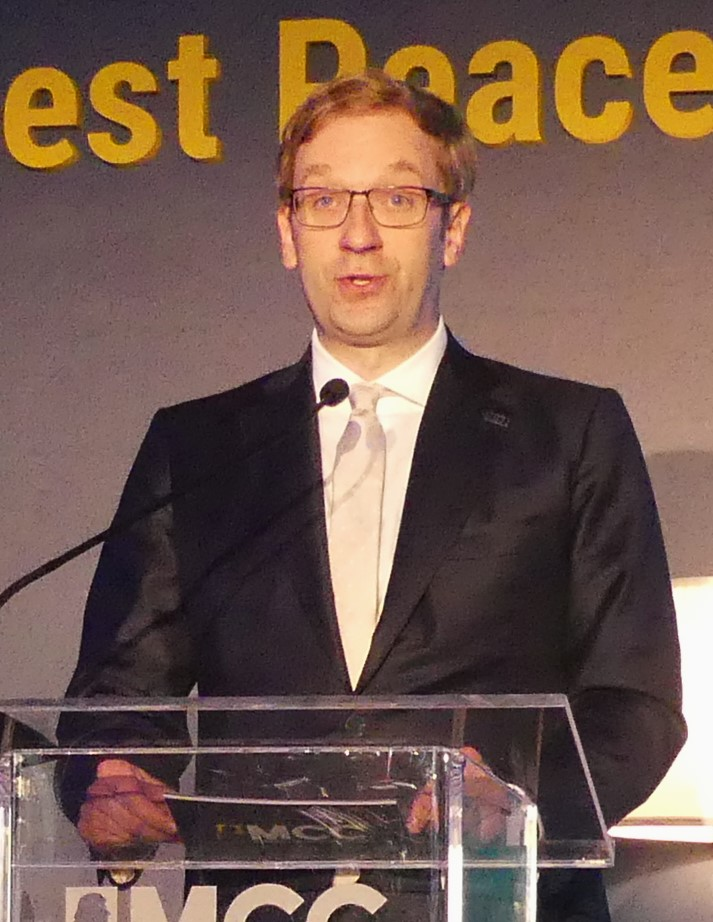

Szalai Zoltán (Budapest, 1981. június 17. –) germanista, kultúrtörténész, üzleti tanácsadó, a Mathias Corvinus Collegium igazgatója, a Mandiner.hu lapigazgató-főszerkesztője.

## Életútja

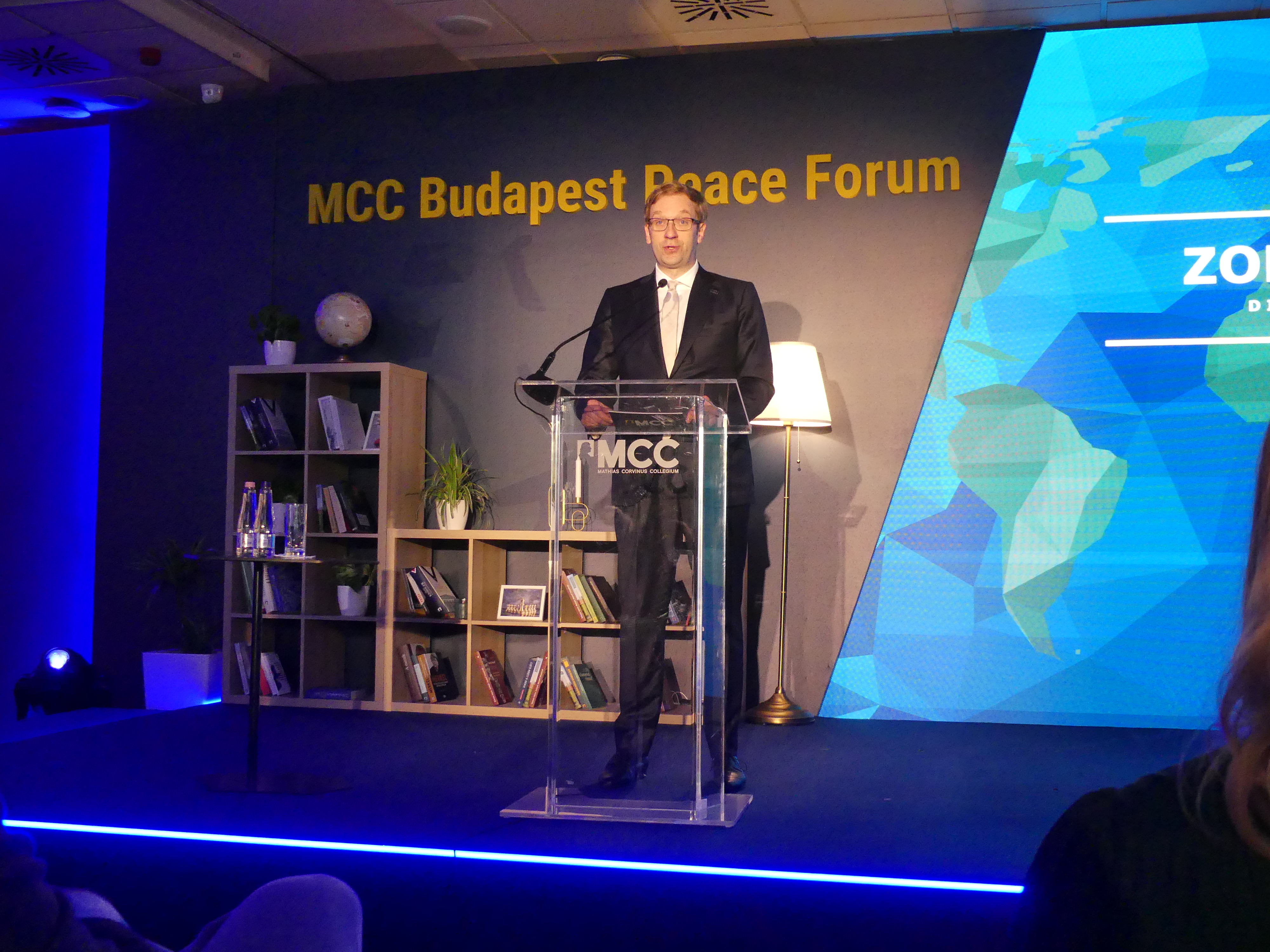
Az MCC Békefórumán

Érettségi bizonyítványát a budapesti német–magyar két tanítási nyelvű Kossuth Lajos Gimnáziumban szerezte (2001). Tanulmányait az Eötvös Loránd Tudományegyetem germanisztika szakos bölcsész és némettanári szakán folytatta. Egyetemi tanulmányai alatt részt vett az Országos Tudományos Diákköri Konferencián, ahol az országos döntőn második helyezést ért el. Egy szemesztert külföldön, Németországban a heidelbergi egyetemen töltött. Német nyelv és irodalom szakos bölcsész- és tanári diplomáját 2006-ban szerezte meg. 2006-tól doktori ösztöndíjas hallgató volt az ELTE BTK Irodalomtudományi Iskolájának Germanisztikai Doktori Programjában. A doktori képzéssel párhuzamosan emberierőforrás-tanácsadói mesterszakos diplomát szerzett a Pécsi Tudományegyetemen.
2006-ban az IKGS München vendégkutatója, 2007-ben a Hertie-Stiftung ösztöndíjasa Frankfurtban, majd a DAAD ösztöndíjával fél évet ismét Heidelbergben tölt Wilhelm Kühlmann irodalomtörténeti tanszékén. 2008-ban a GWZO vendégkutatója Lipcsében, 2012-ben pedig a London School of Economics vendéghallgatója Londonban.
Doktori fokozatát 2016-ban szerezte meg az Eötvös Loránd Tudományegyetemen, summa cum laude minősítéssel. Doktori disszertációjában Szilasi Vilmos magyar–német filozófus életművét és munkásságát dolgozta fel német nyelven. Az értekezés 2017-ben jelent meg a freiburgi Alber Verlag gondozásában, Im Schatten Heideggers. Einführung zu Leben und Werk von Wilhelm Szilasi címen.  
2009-től a Mathias Corvinus Collegium ügyvezető igazgatója. Munkája során az intézmény több új, országosan és nemzetközileg is elismert programot indított, mint például az MCC FIT programot négy vidéki (miskolci, pécsi, szolnoki, veszprémi) és budapesti központtal, továbbá a kolozsvári angol nyelvű MCC vezetőképzést.
Óraadóként az ELTE-BTK Germanisztikai Intézetében is oktat, vizuális és elektronikus médiumok témában tart szemináriumokat német nyelven.

## Politika
A Szalai által alapított és vezetett intézmények (Mathias Corvinus Collegium, Rubicon Kutatóintézet) sok szálon kapcsolódnak az Orbán-kormányhoz, és több százmillió forintnyi támogatást kaptak az államtól oktatási és ismeretterjesztő tevékenységre.

## Publikációi

### Szakmunkák
- Im Schatten Heideggers. Einführung zu Leben und Werk von Wilhelm Szilasi. Freiburg: Verlag Karl Alber. (2017)
- „Koncentrált komolysága emberi testet kölcsönzött a filozófia démoni alakjának”. A Szilasi Vilmos és Martin Heidegger közötti hálózatok történetéről. Századvég 72 (2): pp. 63–80. (2014)
- Verwertung von Netzwerken in der philologischen Forschung: Das Schicksal des Nachlasses von Wilhelm Szilasi aus Freiburg über Edmonton bis Budapest. In: Ágnes Fekete, Miklós Fenyves, András Komáromy (Hrsg.): Studien ungarischer Nachwuchsgermanistinnen: Beiträge der ersten gemeinsamen Jahrestagung 2010. (Budapester Beiträge zur Germanistik 59.) Budapest, ELTE Germanistisches Institut, pp. 102–108. (2012)
- „wie sehr mir all deine Sachen und Entwicklung am Herzen liegt“: Die Verbindung Wilhelm Szilasis und Tibor Dérys bis 1945. In: Andrea Benedek, Renata Alice Crisan, Szabolcs János-Szatmári, Noémi Kordics, Eszter Szabó (Hrsg.): Interkulturelle Erkundungen: Leben, Schreiben und Lernen in zwei Kulturen. (Großwardeiner Beiträge zur Germanistik) Frankfurt am Main; Berlin; Bern; New York; Paris; Wien, Peter Lang Verlag, pp. 229–248. (2012)
- Zwei Positionen zum Verrat: Die Debatte zwischen Wilhelm Szilasi und Mihály Babits über den Verrat der Intellektuellen. In: Ungarn Jahrbuch. Zeitschrift für interdisziplinäre Hungarologie. Band 30. Regensburg: Verlag Ungarisches Institut, pp. 105–118. (2011)
- „Ich bin in meinem Leben keinem größeren Exampel der Freundschaft begegnet”. Die Freundschaft Wilhelm Szilasis und Tibor Dérys nach 1945. In: András F. Balogh, Péter Varga (Hrsg.): „das Leben in der Poesie“: Festschrift für Magdolna Orosz zum 60. Geburtstag. (Budapester Beiträge zur Germanistik 57.) Budapest: ELTE Germanistisches Institut, pp. 319–330. (2011)
- Biographik und Diskursanalyse: Theorethische Überlegungen. Jogelméleti Szemle 3 (3): Paper 11. (2008)
- „Koncentrált komolysága emberi testet kölcsönzött a filozófia démoni alakjának.“: Szilasi Vilmos és Martin Heidegger kapcsolatának margójára. Új Dunatáj: Tudományos és Művészeti Szemle 2–3: pp. 40–50. (2008)
- „Ahol sírásó van, ott valahol egy hullának is kellett lennie”: Ernst Jünger és Carl Schmitt kapcsolatának margójára. Kommentár 5-6: pp. 19–29. URL: https://web.archive.org/web/20160214121124/http://kommentar.info.hu/iras/2014_5-6/ahol_siraso_van_ott_valahol_egy_hullanak_is_kellett_lennie
- „Als ich einmal ein Teil jenes einträchtigen Wirkens war“. Die ungarische Reformzeit in Adalbert Stifters Brigitta. In: János-Szatmári, Szabolcs; Szőcs Judit: Wissenschaften im Dialog Studien aus dem Bereich der Germanistik. II. Internationale Germanistentagung Wissenschaften im Dialog, Band I. Kolozsvár, Nagyvárad: Erdélyi Múzeum, Partium Kiadó, pp. 221–238. (2008)
- „Egy tévedés csak akkor válik hibává, ha kitartunk mellette.“ Ernst Jünger és a konzervatív forradalom. In: Kommentár 6, pp. 67–80. (2010) URL: http://kommentar.info.hu/iras/2010_6/_egy_tevedes_csak_akkor_valik_hibava_ha_kitartunk_mellette_ Archiválva 2021. április 7-i dátummal a Wayback Machine-ben
- „Sie müssen doch zugeben, dass ein Recht auf den Irrtum gibt...“ Hans Werner Richters Ernst Jünger-Bild. In: Szabolcs János-Szatmári (Hrsg.): Germanistik ohne Grenzen. Grosswardein, Klausenburg: Partium, pp. 163–174. (2007)
- Az extrakurrikurális rendszer megvalósítási lehetőségei a Mathias Corvinus Collegiumban. In: Szalai, Zoltán: Felsőoktatás Magyarországon és a világban. / Higher Education in Hungary and the World. Budapest: Mathias Corvinus Collegium, 2011, pp. 179–186.
- Budapesti egyetemek nemzetközi kapcsolatai hallgatói szemmel. In: Csuka Gyöngyi, Kovács Bernadett, Szívós Mihály: Verseny az innovációban, verseny a felsőoktatásban. Veszprém: Pannon Egyetem, 2010, pp. 97–116. (Veszelszki Ágnessel közösen)
- Der Nicht-Diskurs. Offene und verheimlichte Debatten über Ernst Jünger in Ungarn nach dem Zweiten Weltkrieg. In: Tóth, József (Hrsg.): Wechselbeziehungen in der Germanistik: kontrastiv und interkulturell. Wien: Praesens, 2007, pp. 267–282.
- Extracurricural training opportunities through the Mathias Corvinus Collegium. In: Szalai, Zoltán: Felsőoktatás Magyarországon és a világban. / Higher Education in Hungary and the World. Budapest: Mathias Corvinus Collegium, 2011, pp. 179–186.
- Írj, ahogy beszélsz – beszélj, ahogy írsz. A német helyesírásról. In: Balázs, Géza und Dede, Éva: Európai helyesírások. Az európai helyesírások múltja, jelene és jövője. Budapest: Inter Kht. – PRAE.HU, 2008, pp. 153–167. (Veszelszki Ágnessel közösen)
- Nicht nur der Chef der Gruppe 47. Politische Utopien bei Hans Werner Richter. Saarbrücken: VDM Verlag Dr. Müller, 2008.
- Tehetséges fiatalok személyre szabott képzése a Mathias Corvinus Collegiumban. In: Klein Sándor; Soponyai Dóra: A tanulás szabadsága Magyarországon. Budapest: Edge 2000 Kiadó, 2011, pp. 435–446.

### Publicisztikák, interjúk, recenziók
- „Ha lett volna rá idő“. Interjú Jirí Kosta német közgazdásszal. In: Élet és Irodalom 32, p. 7. (2008)
- A Trump-jelenségről és a Brexitről. URL: http://mandiner.hu/cikk/20161117_szalai_zoltan_a_trump_jelensegrol_es_a_brexitrol
- Miért nem érti egymást Budapest és Berlin. URL: http://mandiner.hu/cikk/20161214_szalai_zoltan_miert_nem_erti_egymast_budapest_es_berlin
- 1968 a vasfüggönyön innen és túl. Interjú Pavel Schnabel német filmrendezővel. In: Élet és Irodalom 21, p. 7. (2008)
- 1968 mint Studium Generale. Interjú Ludwig Salgo német jogtudóssal. Élet és Irodalom 37, p. 7. (2008)
- A posztklasszikus nemzetállam. In: Magyar Nemzet, 349 (2012), 2012. dec. 22., p. 6.
- Aus dem globalisierten Alltagsleben rauskommen. In: Neue Zeitung 44 (2002), p. 12. [Beszámoló]
- Bartha, Csilla: A kétnyelvűség alapkérdései. [Grundfragen der Bilingualität] Budapest: Nemzeti Tankönyvkiadó, 1999. Wir sind die Minderheit. In: Prometheus 1 (2003), p. 12. [Recenzió]
- Bódi, Zoltán; Veszelszki, Ágnes: Emotikonok. Èrzelemkifejezés az internetes kommunikációban. [Emotionsäußerungen in der Internetkommunikation] Budapest: Magyar Szemiotikai Társaság, 2006. Régi tradíció új köntösben. [Alte Tradition im neuen Mantel] In: Korunk 3 (2008), pp. 108–109. [Recenzió]
- Botka Ferenc emlékére – egy tanítvány gondolatai. In: Magyar Könyvszemle 2 (2012), pp. 261–262. [Nekrológ]
- Cocktail? In: Prometheus 3 (2004), pp. 24–25. [Recenzió]
- Egy értelmiségi köztársaság polgárai. [Bürger einer Gelehrtenrepublik] In: Élet és Irodalom 10 (2007), p. 7. (Interjú Detlev von Uslar német filozófussal)
- Fukuyama, Francis: Staaten bauen. Die neue Herausforderung internationaler Politik. Berlin: Propyläen, 2004. Hátra arc! Francis Fukuyama: Building State. In: Korunk 10 (2005), pp. 114–116. [Recenzió]
- Jünger, Ernst: Auf den Marmorklippen. Berlin: Ullstein, 2003. Das „Buch der zwölf Jahre“. In: Prometheus 4 (2004), pp. 13–17. [Recenzió]
- Jünger, Ernst: Márványszirteken. Budapest: Európa, 2004. Belső ellenállás a náci Németországban? In: Korunk 10 (2004), pp. 97–99. [Recenzió]
- Kötelező olvasmányok változása a magyar iskolarendszerben, 1920–1963. In: Magyartanítás 1 (2009), pp. 14–22.
- Leybrand, Hanna: Der Chaosforscher. Geschichten und Kurzprosa. Heidelberg: Manutius, 2005. Die chaosforschende Ungarnliebhaberin. In: Pester Lloyd 48 (2005), p. 6. [Recenzió]
- Múltba néző internet. In: Veszelszki Ágnes: A világhálóba keveredett ember. Budapest: ELTE Eötvös Kiadó, 2013, pp. 320–323.
- Nützliche Germanistik-Links: www.germanistik.net. In: Prometheus 2 (2003), pp. 25–26.
- Podlipny-Hehn, Annemarie: Wir waren Zeugen. München: Südostdeutsches Kulturwerk, 1991. Über eine vergessene Revolution. In: Prometheus 1 (2003), p. 13 [Recenzió]
- Richter, Hans Werner: Deutschland deine Pommern. Das verschwundene Volk. Hamburg: Hoffmann und Campe, 1971. In: Prometheus 2 (2003), pp. 20–21. [Recenzió]
- Richter, Hans Werner: Erfahrungen mit Utopien. Briefe an einen jungen Sozialisten. Frankfurt a. M.: Eichborn, 1981. Ansichten eines Sozialdemokraten. In: Prometheus 3 (2004), pp. 20–23. [Recenzió]
- Theo Buck: Celan schreibt an Jünger. Celan Studien VII. Aachen: Rimbaud, 2005. In: Orosz, Magdolna; Albrecht, Terrance: Jahrbuch der ungarischen Germanistik 2005. Budapest, Bonn: GuG, DAAD, 2006, pp. 377–381. [Recenzió]

### Szerkesztett kötetek
- Erinnerte und nicht erinnerte Zeit. Frankfurt a. M.: Evangelische Stadtakademie, Historisches Museum, 2007.
- Felsőoktatás Magyarországon és a világban. / Higher Education in Hungary and the World. Budapest: Mathias Corvinus Collegium, 2011.
- MCC Leadership Programme Reader. Volume 1. Budapest: Mathias Corvinus Collegium, 2012.
- Tudástár / Knowledgebox 1. Budapest: Mathias Corvinus Collegium, 2013.
- Tudástár / Knowledgebox 2. Budapest: Mathias Corvinus Collegium, 2013.
- Vezetés válság idején. / Leadership in Times of Crisis. Budapest: Mathias Corvinus Collegium, 2013.